# 喬納斯·托爾·納愛斯

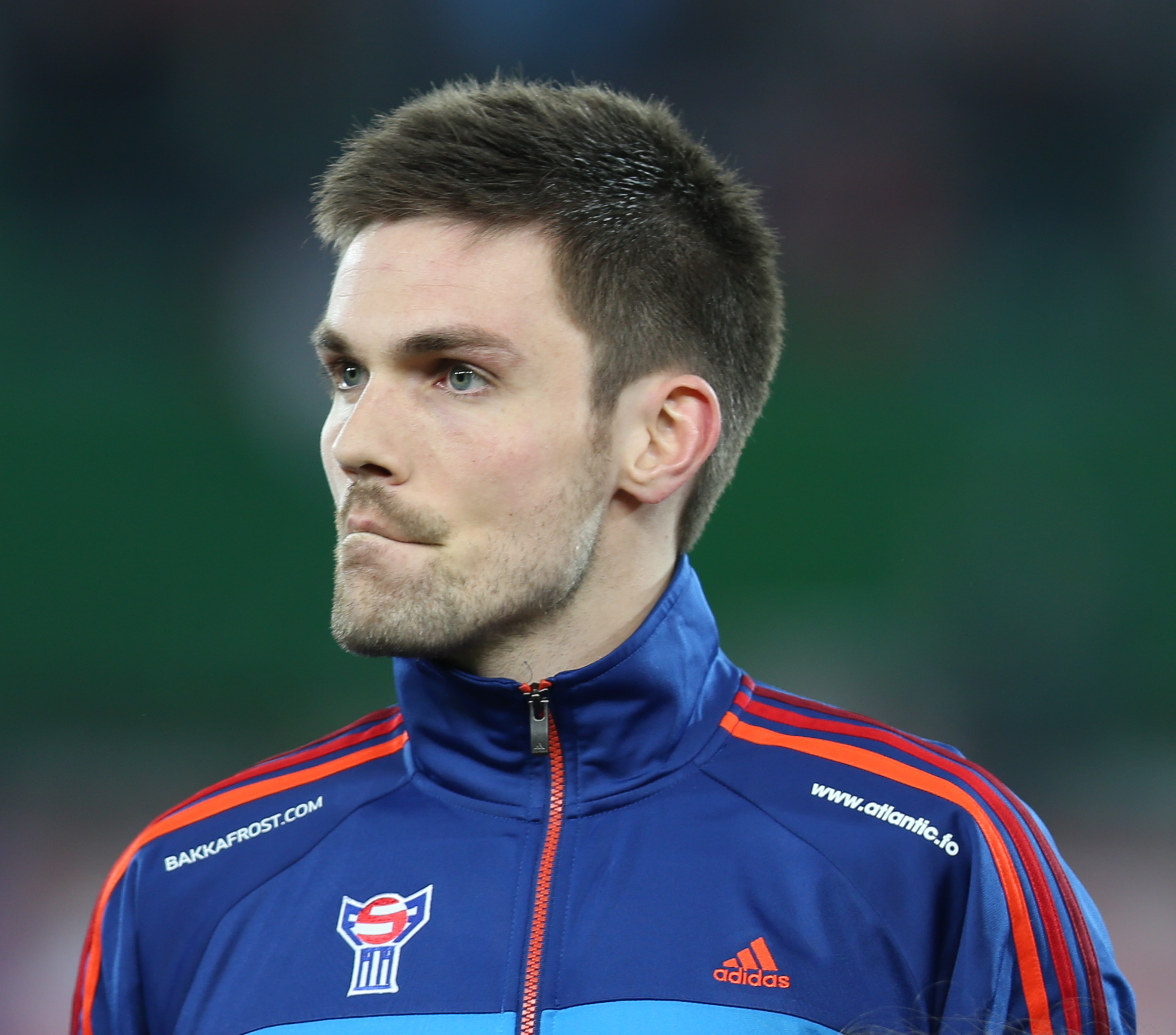
喬納斯·托爾·納愛斯 (2014)

喬納斯·托爾·納愛斯（1986年12月27日—）是一位法羅群島足球運動員。在場上的位置是後衛。他現在效力於法羅群島足球超級聯賽球隊B36托爾斯港。他也代表法羅群島國家足球隊參賽。